# Nána
Nána est une commune du district de Nové Zámky, dans la région de Nitra, en Slovaquie.

## Histoire
La première mention écrite du village date de 1157.

## Démographie

### Évolution de la population
| Année:               | 1994. | 2004.   | 2014.   | 2024.   |
| -------------------- | ----- | ------- | ------- | ------- |
| Nombre de personnes: | 1138  | 1187    | 1190    | 1188    |
| Différence:          |       | +4,30 % | +0,25 % | -0,16 % |

| Année:               | 2023. | 2024.   |
| -------------------- | ----- | ------- |
| Nombre de personnes: | 1198  | 1188    |
| Différence:          |       | -0,83 % |